# Mutters
Mutters är en ort och kommun i distriktet Innsbruck-Land i förbundslandet Tyrolen i Österrike.  Kommunen ligger cirka 5 km söder om Tyrolens huvudstad Innsbruck. Den har 2 307 invånare (2024) och består av tre orter (Ortschaften) (inom parentes invånarantal 1 januari 2024):
- Kreith (197)
- Mutters (1 697)
- Raitis (413)